# 熊谷賢一
熊谷 賢一（くまがい けんいち、1934年2月16日 - 2017年10月9日）は、日本の作曲家。神奈川県横浜市生まれ。名古屋市立菊里高等学校音楽課程、1954年愛知学芸大学（現・愛知教育大学）卒業。
1974年より1994年まで暁学園短期大学（現・四日市大学）教授。
1978年創作合唱曲公募受賞。1990年に朝日作曲賞受賞。日本作曲家協議会会員。日本室内管弦楽団代表。1949年に桜台高等学校の校歌を作曲している（出典：桜台高校広報紙「図書館の窓」）。NHKドラマ「中学生日記」の音楽も担当した。
2017年、腎不全で死去。

## 主要作品
- 鳴物と管絃によるコンポジション「舞楽群炎」 (1966)
- 路傍の石（1966年、NHK）
- 「鼓動」(1967)
- 「尺八三重奏曲」(1971)
- マンドリンオーケストラの為の音楽「子供の国」(1979)
- 「青葉の歌」（1974/混声三部合唱）
- 「大地の歌」（1987/混声四部合唱）
- 「イタリアの女が教えてくれたこと」（女声合唱）
- 「鳩よはばたけ」（女声合唱）
- マンドリンオーケストラの為の“群炎” I (1971)
- マンドリンオーケストラの為のボカリーズ III「たそがれの歌」　(1972)
- マンドリンオーケストラの為のボカリーズ IV「風の歌」 　　　(1972)
- マンドリンオーケストラの為のバラード I「日本民謡集第1集」(1978)
- マンドリンオーケストラの為のラプソディー V「ダンシング」 (1981)
- マンドリンオーケストラの為の”群炎"ＶI「樹の詩」(1983)